# Bezirk Albula
Der Bezirk Albula (rätoromanisch Alvra) war bis zum 31. Dezember 2016 eine Verwaltungseinheit des Kantons Graubünden in der Schweiz. Am 1. Januar 2017 wurde er durch die Region Albula ersetzt.
Er umfasste die Täler der Albula, das Albulatal, und der Julia, das Oberhalbstein. Die Region wird auch Surmeir genannt.

## Die Gemeinden des ehemaligen Bezirks Albula
| Wappen          | Gemeindename    | PLZ                                            | Einwohner (31. Dezember 2023) | Fläche in km² | Einwohner pro km² | Kreis      |
| --------------- | --------------- | ---------------------------------------------- | ----------------------------- | ------------- | ----------------- | ---------- |
| Albula/Alvra    | Albula/Alvra    | 7084, 7450, 7451, 7458, 7459, 7472, 7473, 7492 | 1313                          | 93,93         | 14                | Alvaschein |
| Mutten          | Mutten          | 7431                                           | 85                            | 9,94          | 9                 | Alvaschein |
| Vaz/Obervaz     | Vaz/Obervaz     | 7077, 7078, 7082                               | 2742                          | 42,51         | 65                | Alvaschein |
| Lantsch/Lenz    | Lantsch/Lenz    | 7083                                           | 528                           | 21,81         | 24                | Belfort    |
| Schmitten       | Schmitten       | 7493                                           | 209                           | 11,35         | 18                | Belfort    |
| Bergün/Bravuogn | Bergün/Bravuogn | 7482                                           | 567                           | 145,74        | 4                 | Bergün     |
| Filisur         | Filisur         | 7477                                           | 533                           | 44,49         | 12                | Bergün     |
| Bivio           | Bivio           | 7457                                           | 234                           | 76,78         | 3                 | Surses     |
| Cunter          | Cunter          | 7452                                           | 277                           | 7,15          | 39                | Surses     |
| Marmorera       | Marmorera       | 7456                                           | 42                            | 18,96         | 2                 | Surses     |
| Mulegns         | Mulegns         | 7455                                           | 34                            | 33,81         | 1                 | Surses     |
| Riom-Parsonz    | Riom-Parsonz    | 7463, 7464                                     | 351                           | 55,94         | 6                 | Surses     |
| Salouf          | Salouf          | 7462                                           | 204                           | 31,51         | 6                 | Surses     |
| Savognin        | Savognin        | 7460                                           | 1245                          | 22,24         | 56                | Surses     |
| Sur             | Sur             | 7456                                           | 83                            | 23,25         | 4                 | Surses     |
| Tinizong-Rona   | Tinizong-Rona   | 7453, 7454                                     | 353                           | 54,28         | 7                 | Surses     |
| Total (16)      | Total (16)      | Total (16)                                     | 8272                          | 693,69        | 12                |            |

## Veränderungen im Gemeindebestand

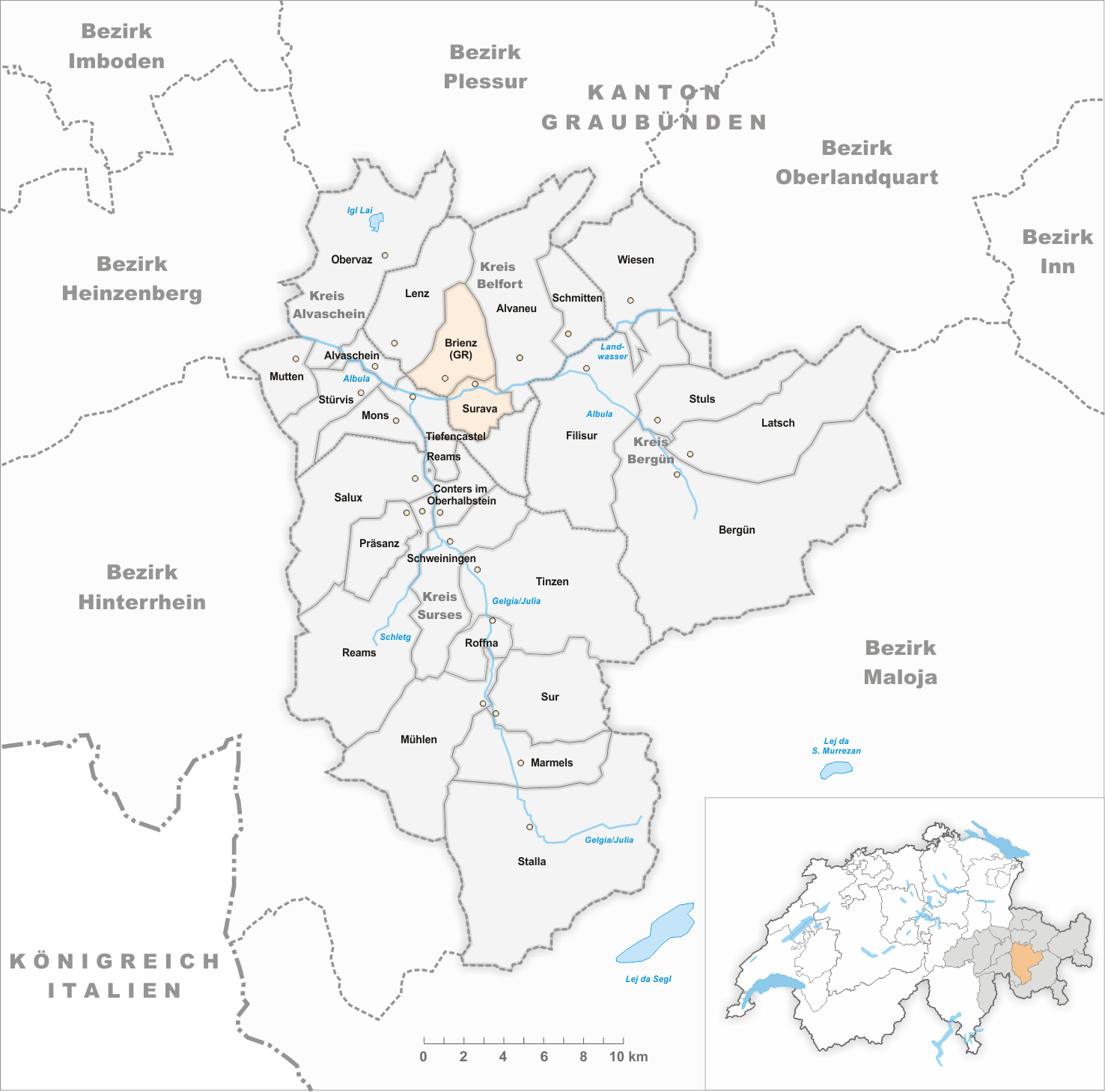
Gemeinden bis 1868
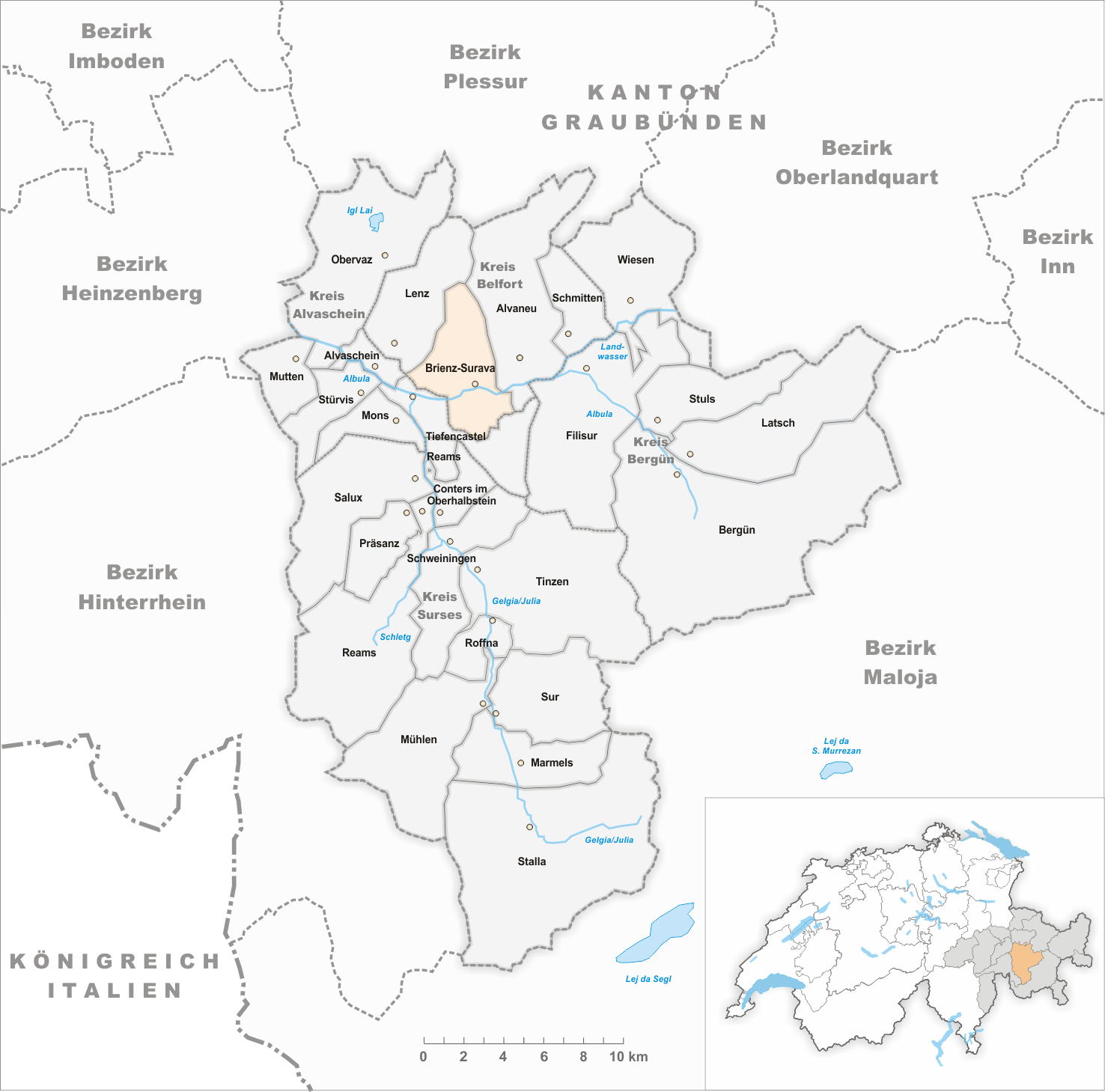
Gemeinden bis 1882
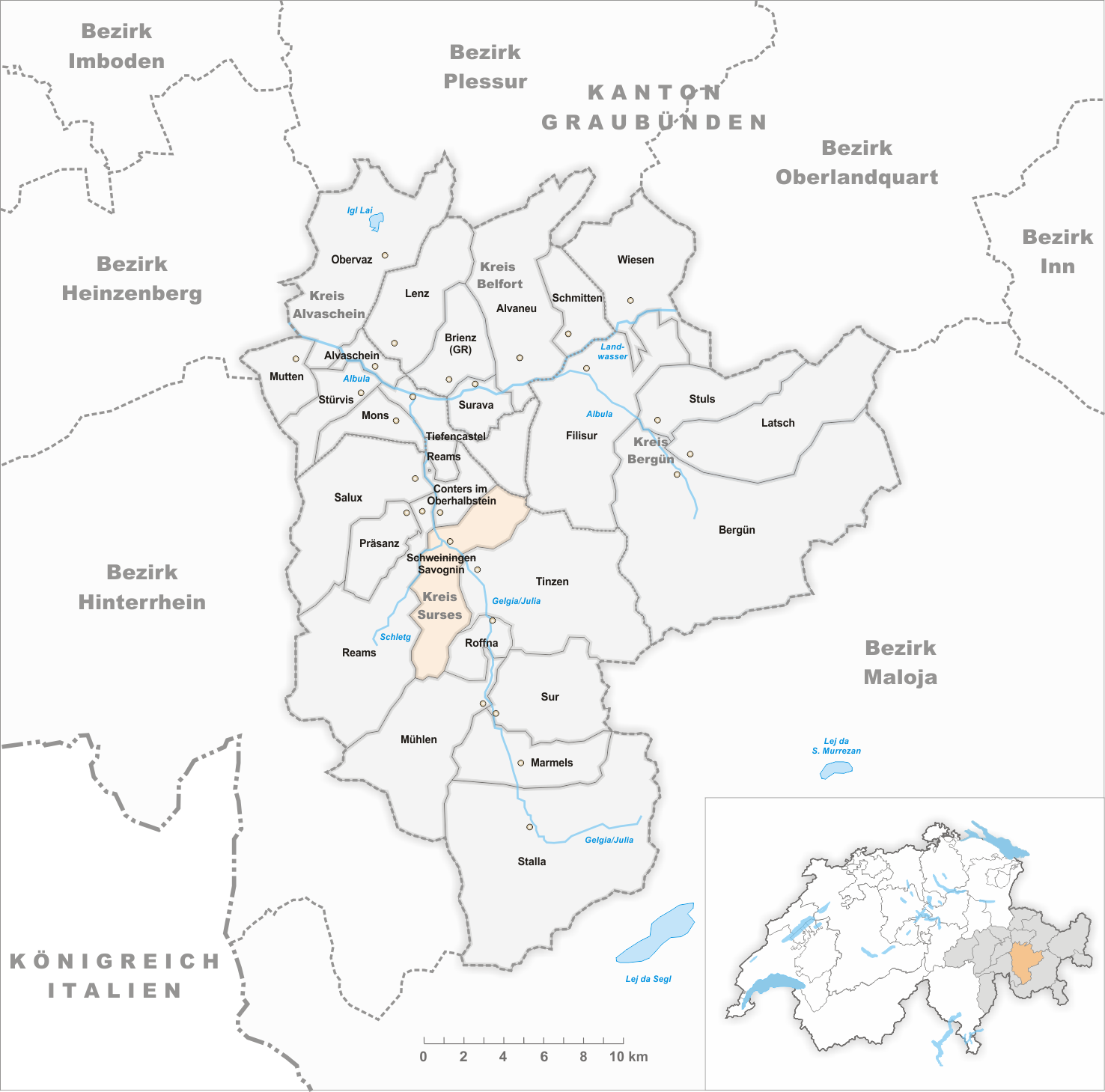
Gemeinden bis 1889
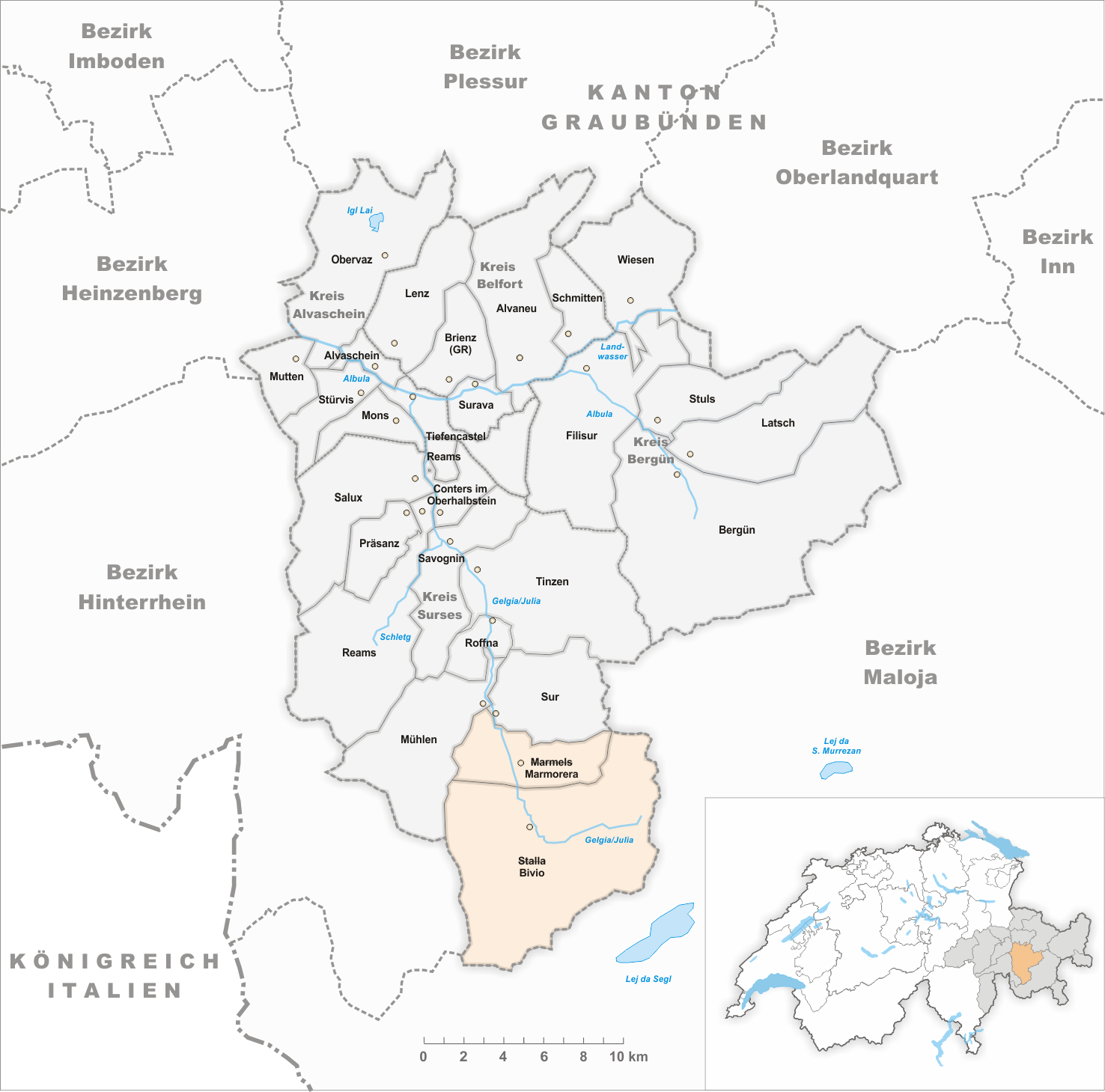
Gemeinden bis 1901
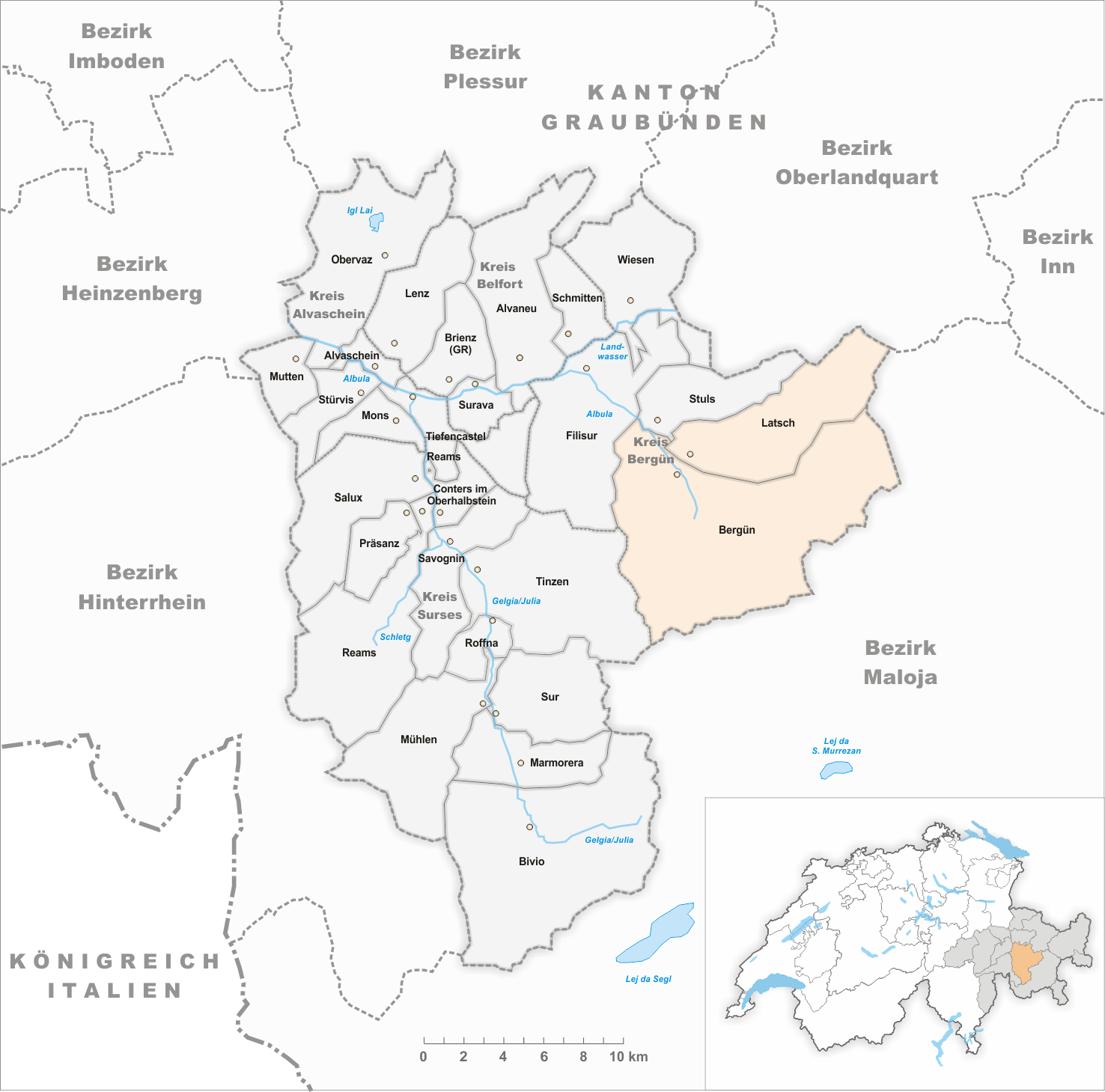
Gemeinden bis 1911
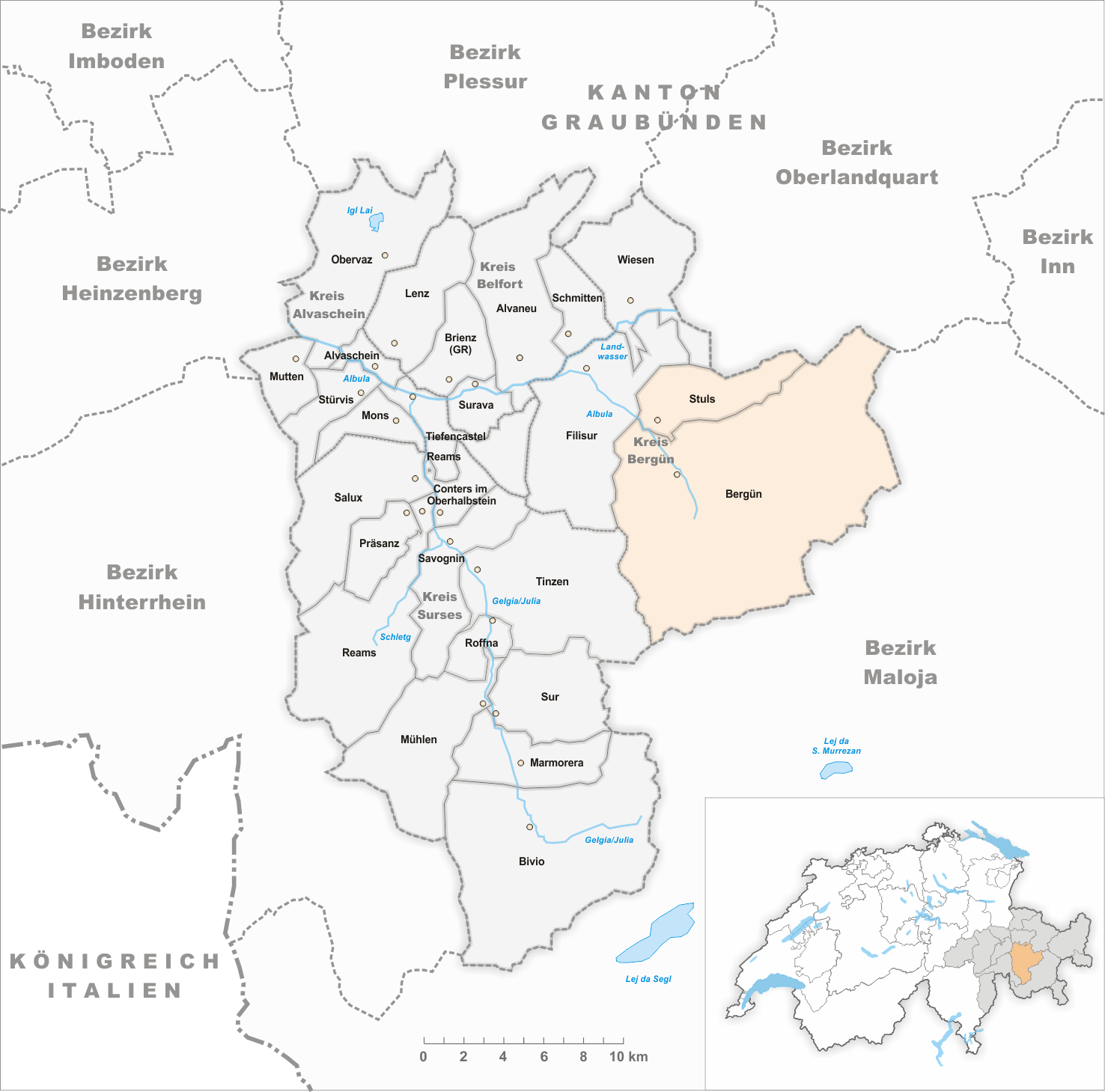
Gemeinden bis 1919
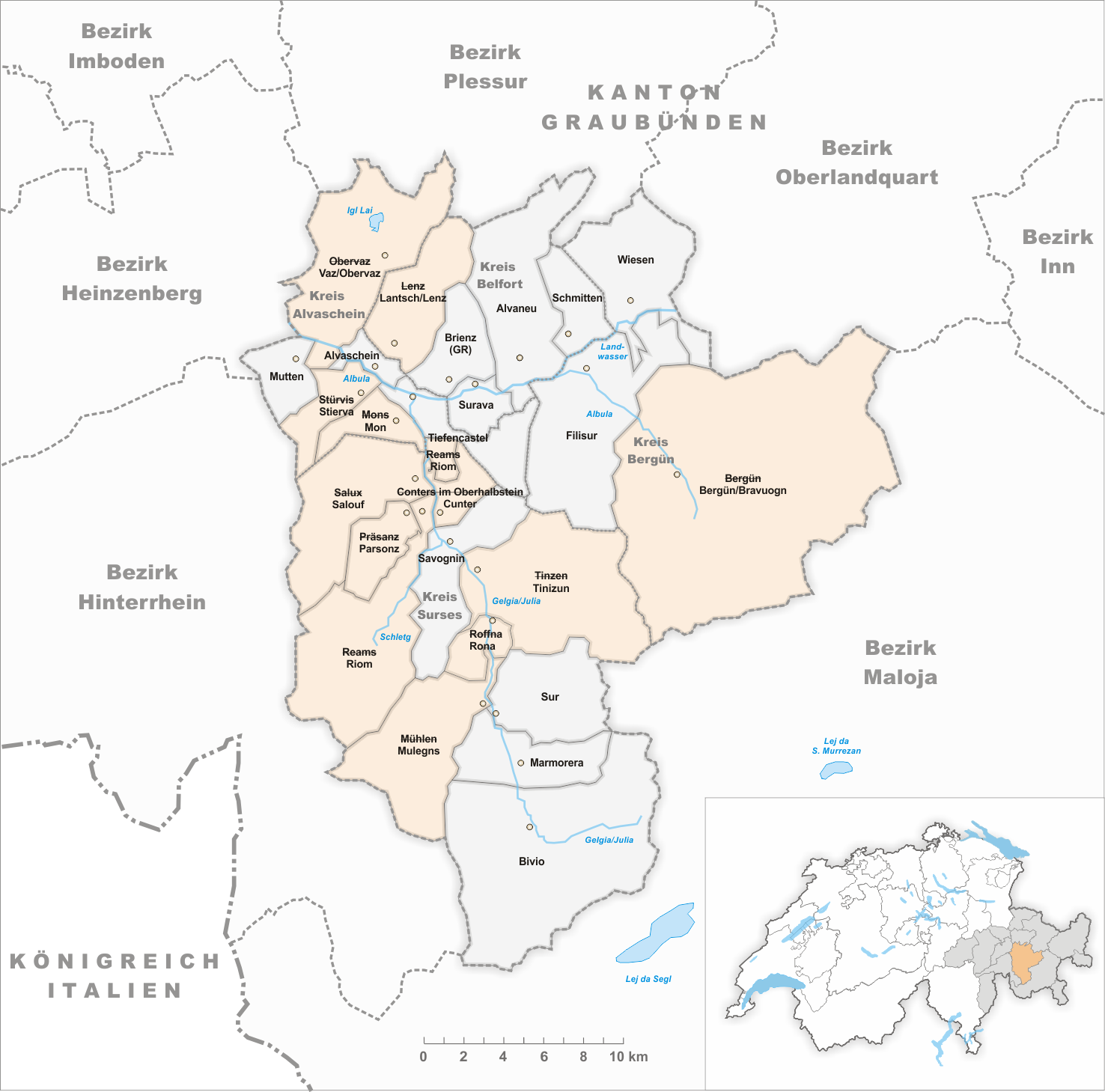
Gemeinden bis 1942
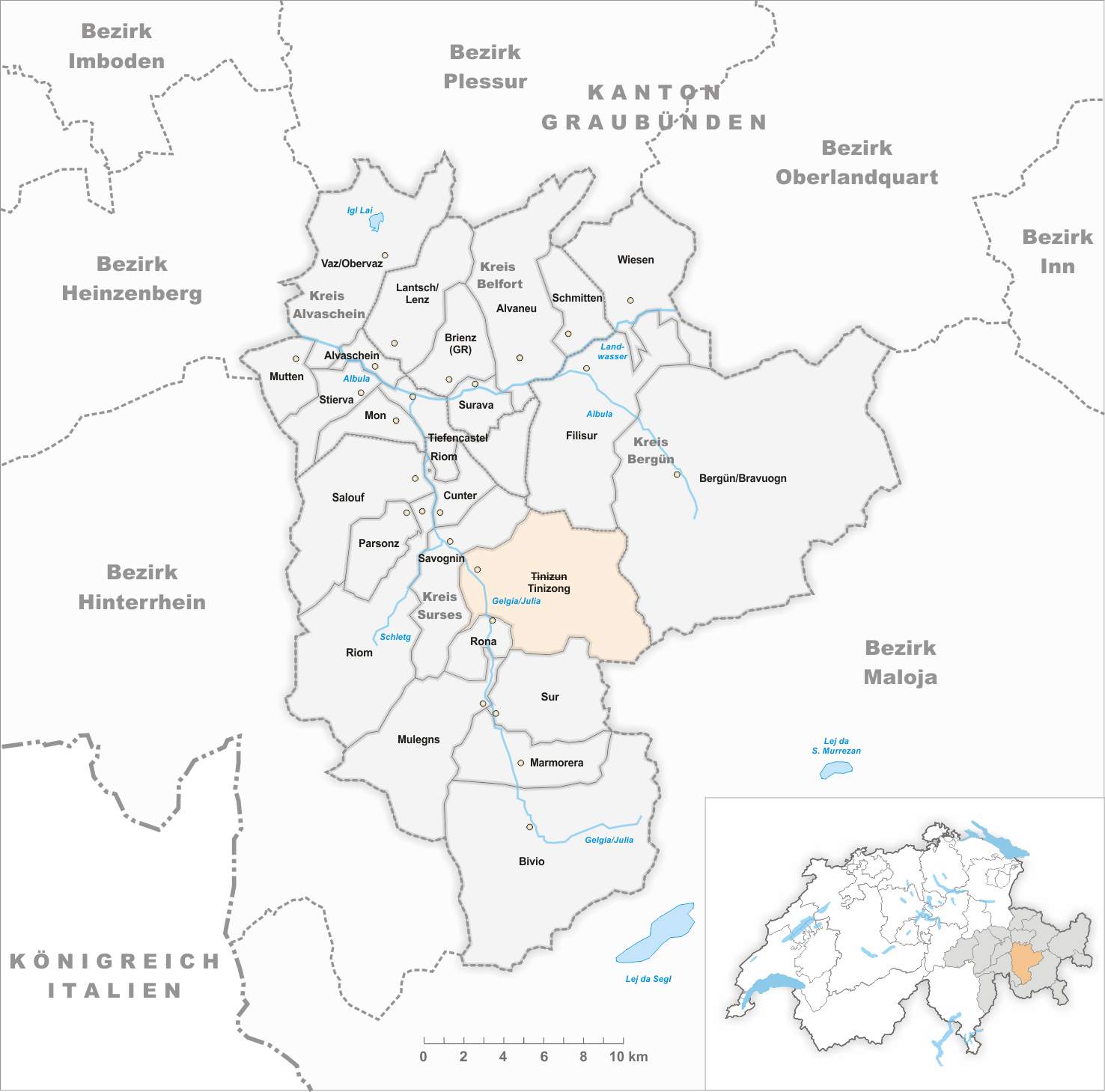
Gemeinden bis 1943
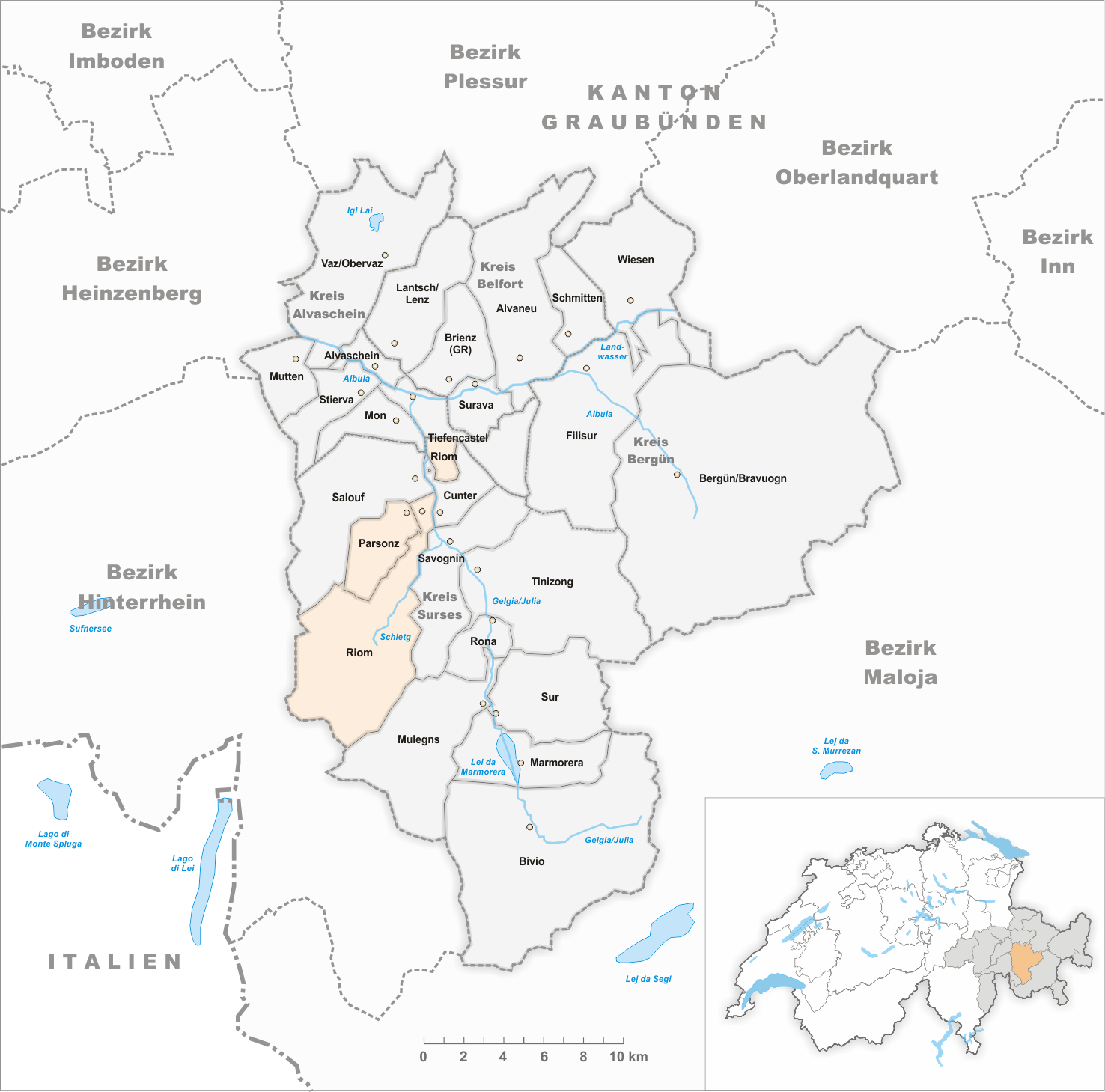
Gemeinden bis 1978
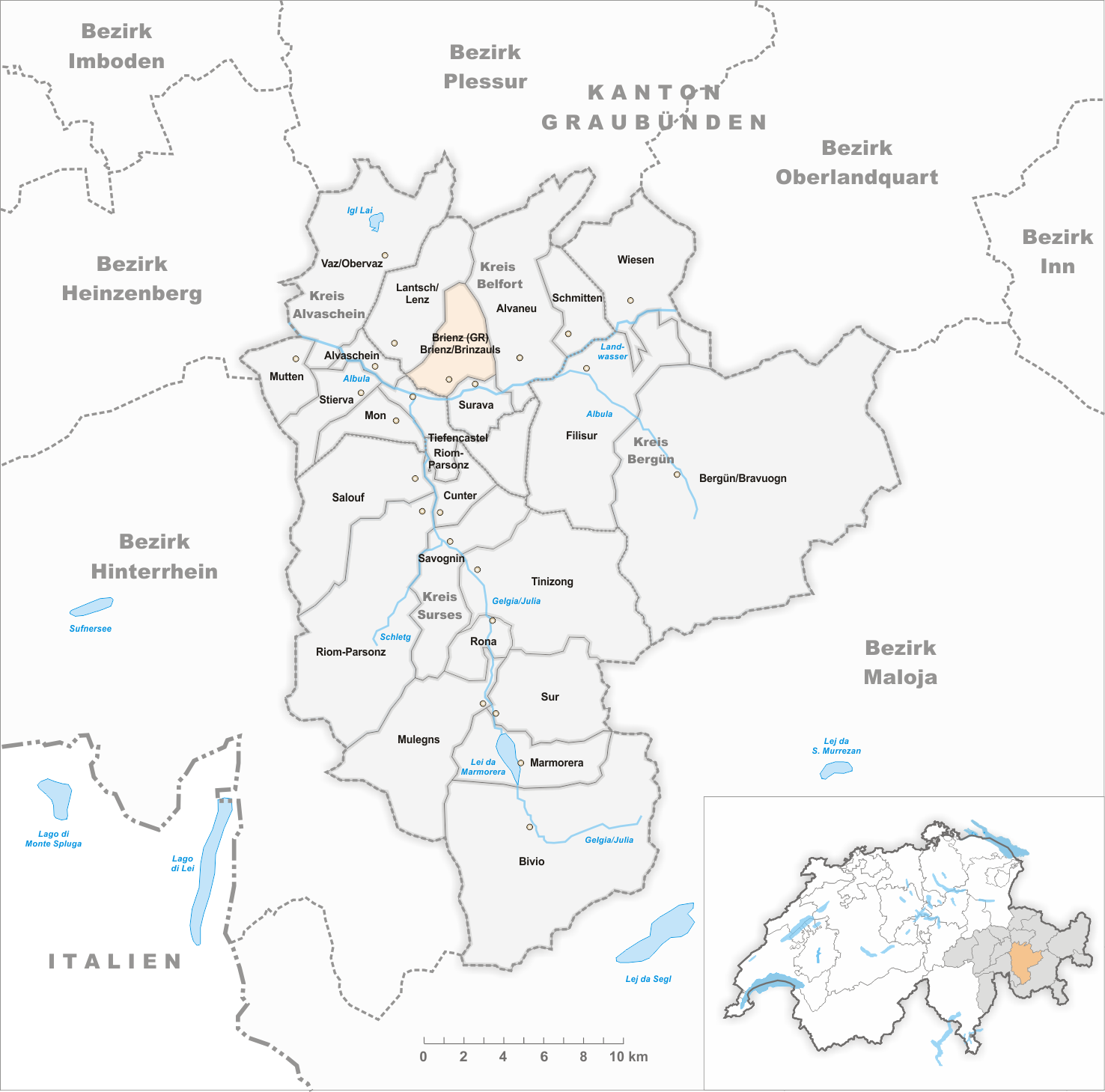
Gemeinden bis 1995
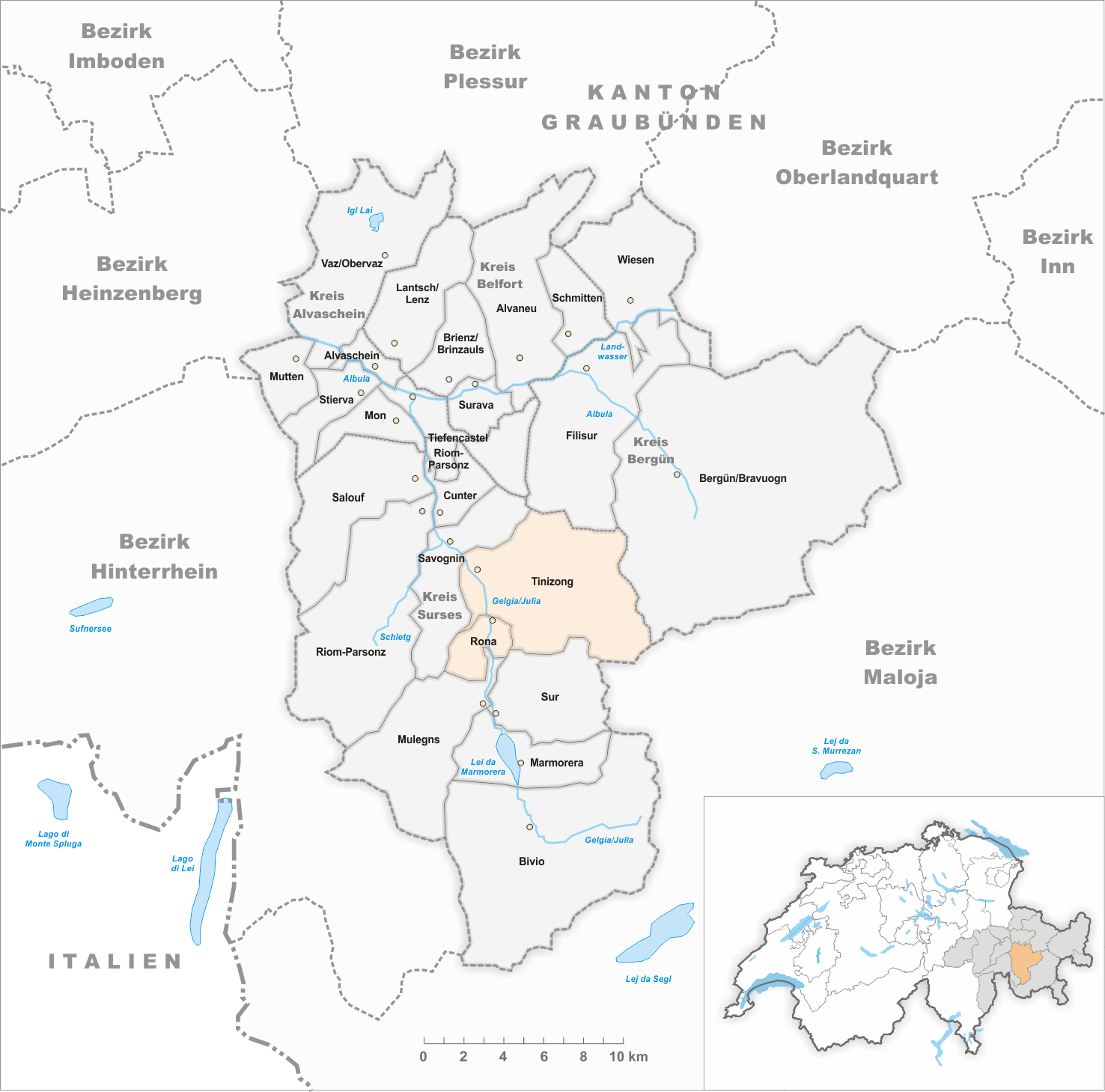
Gemeinden bis 1997
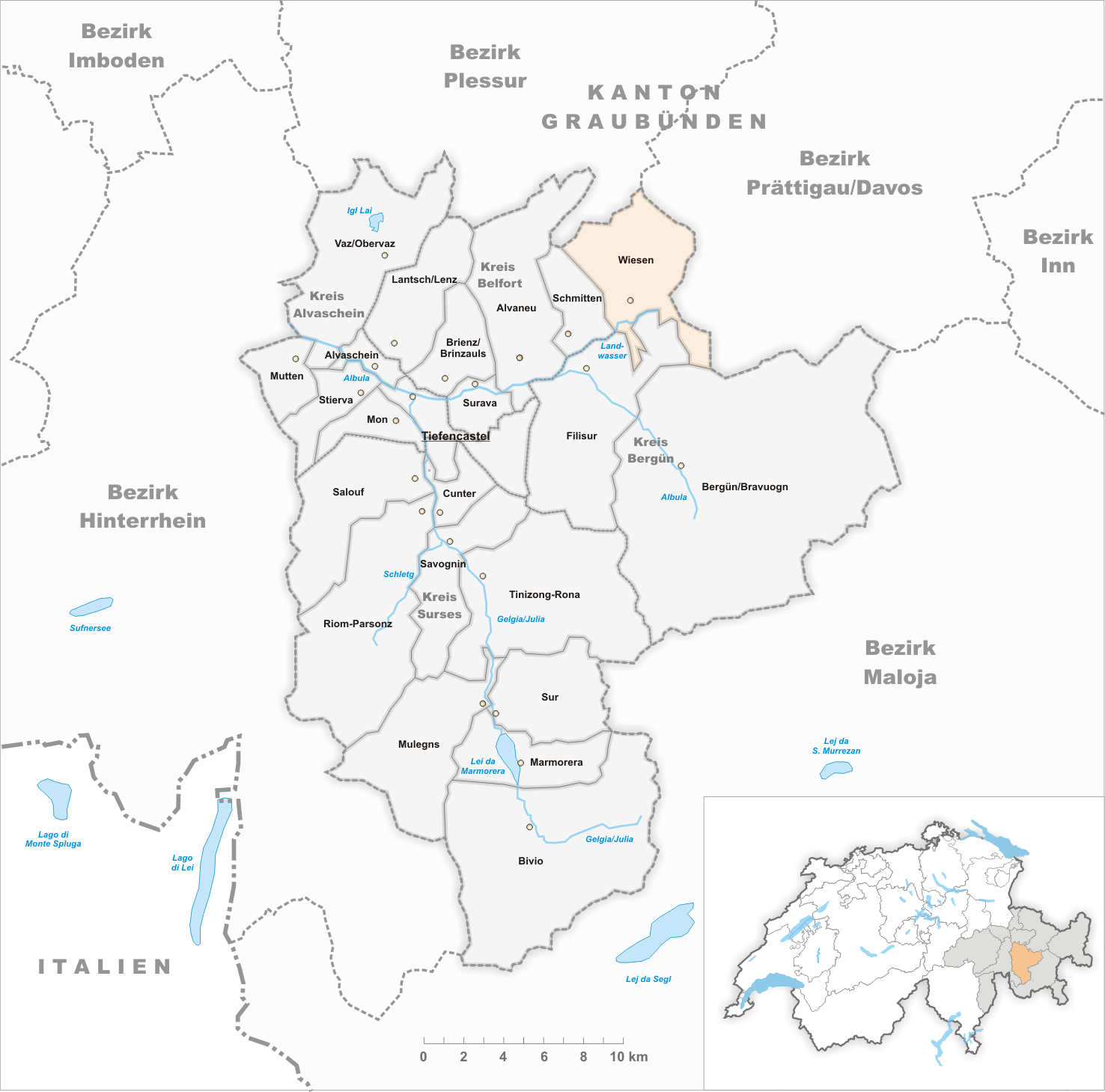
Gemeinden bis 2008
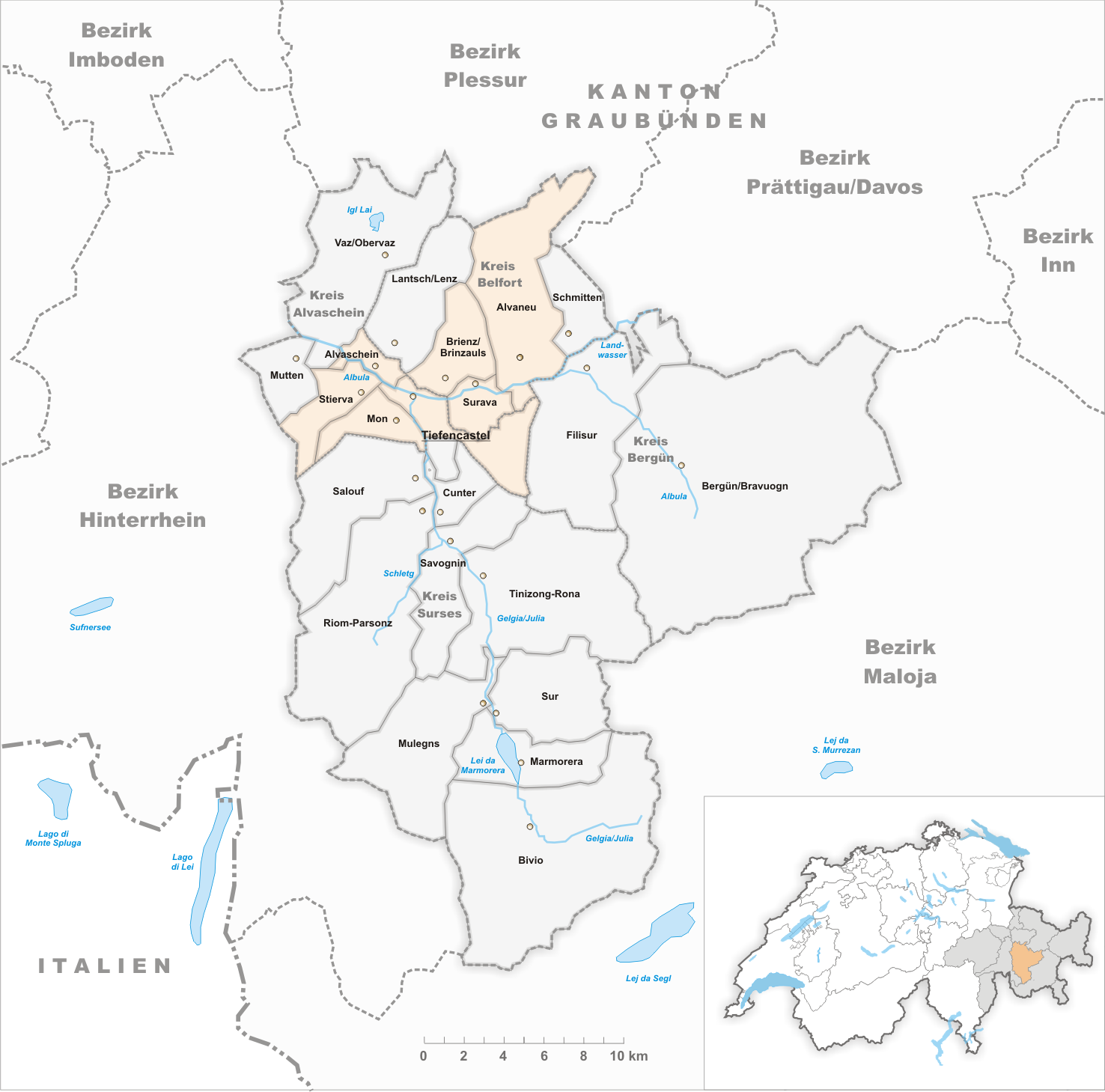
Gemeinden bis 2014
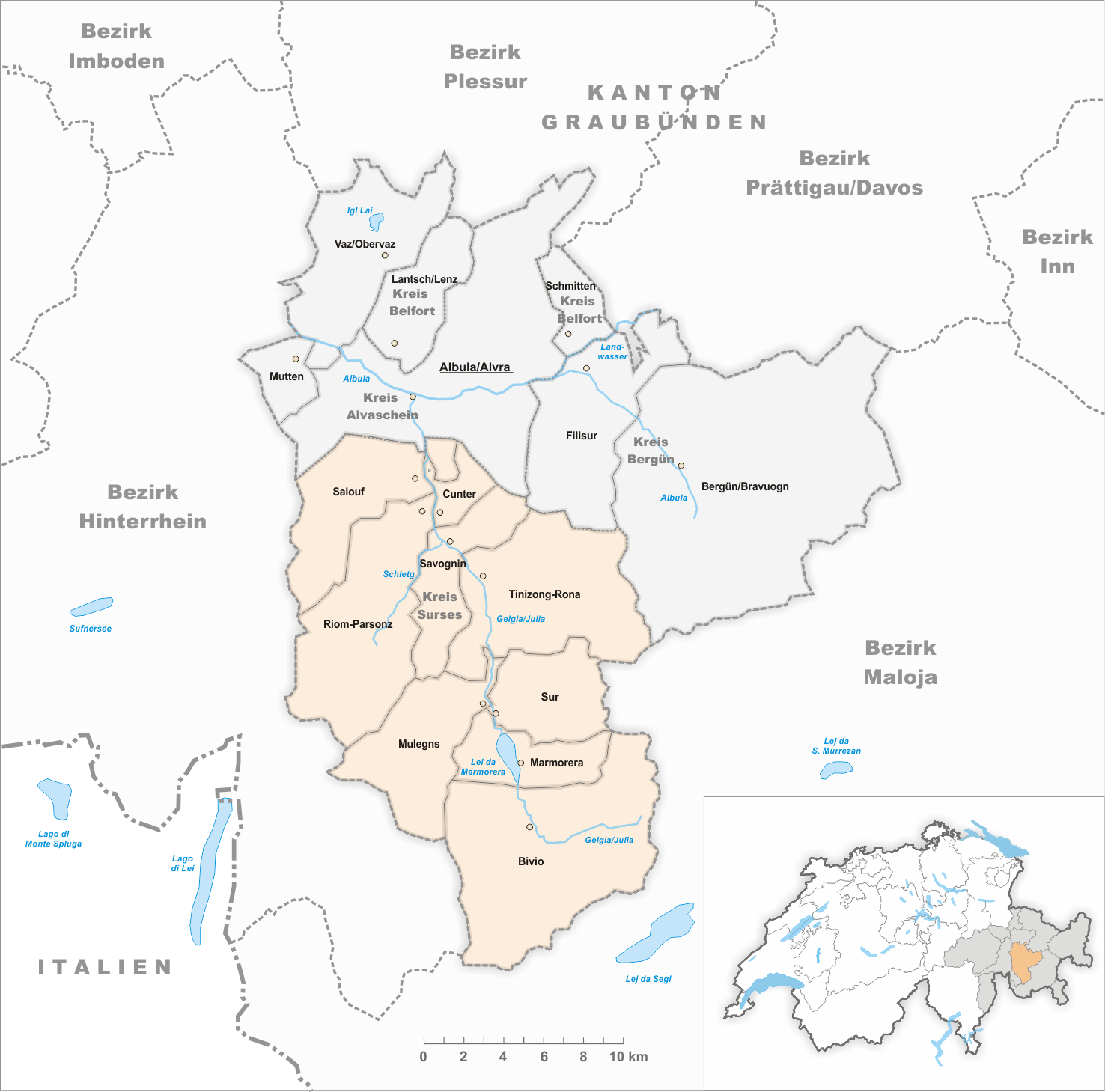
Gemeinden bis 2015
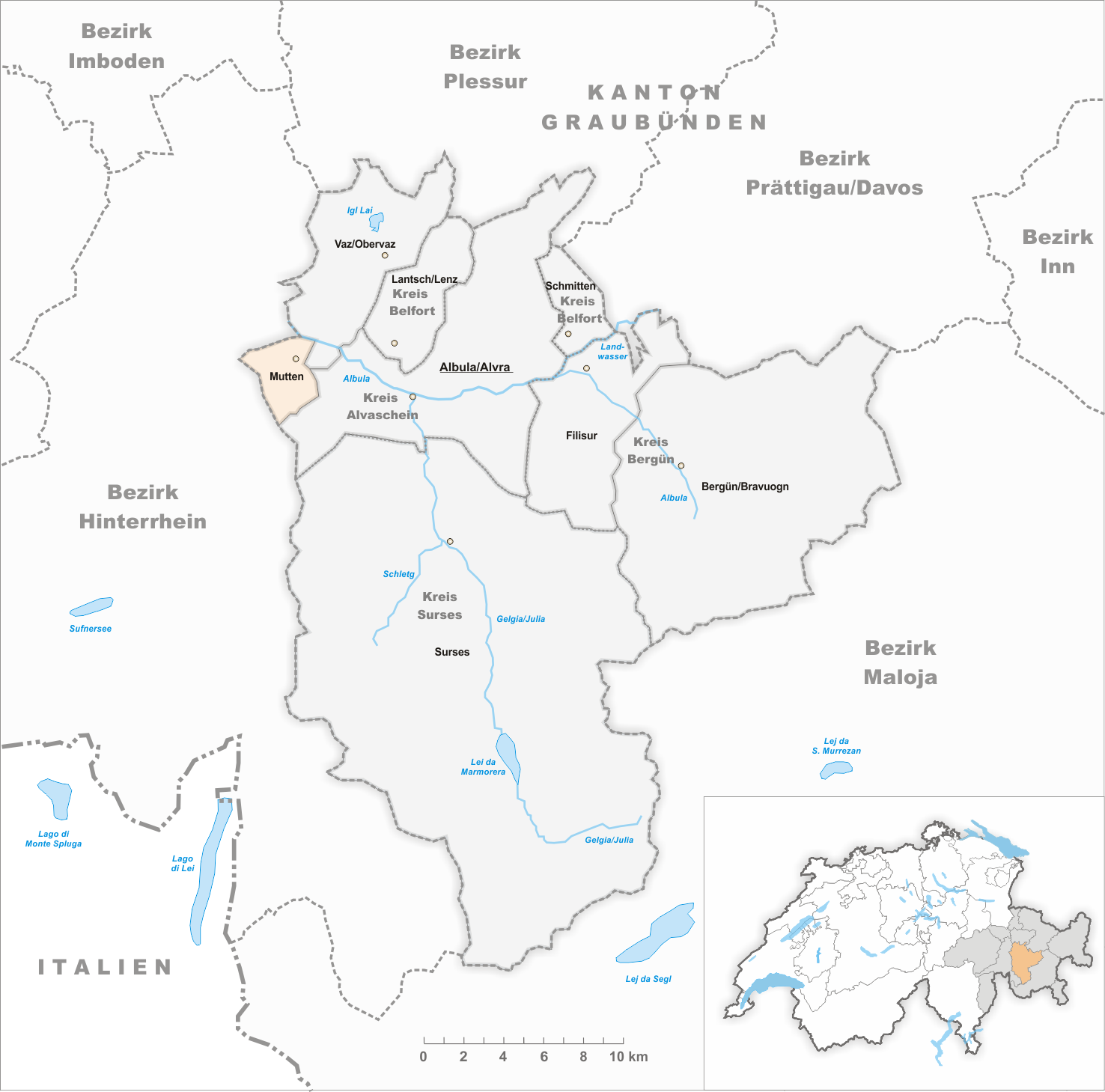
Gemeinden bis 2016

- 1869: Fusion Brienz und Surava → Brienz-Surava

- 1883: Aufteilung Brienz-Surava → Brienz und Surava

- 1890: Namensänderung von Schweiningen → Savognin

- 1902: Namensänderung von Stalla → Bivio

- 1902: Namensänderung von Marmels → Marmorera

- 1912: Fusion Bergün und Latsch → Bergün

- 1920: Fusion Bergün und Stuls → Bergün

- 1943: Namensänderung von Bergün → Bergün/Bravuogn

- 1943: Namensänderung von Conters im Oberhalbstein → Cunter

- 1943: Namensänderung von Lenz → Lantsch/Lenz

- 1943: Namensänderung von Mons → Mon

- 1943: Namensänderung von Mühlen → Mulegns

- 1943: Namensänderung von Präsanz → Parsonz

- 1943: Namensänderung von Reams → Riom

- 1943: Namensänderung von Roffna → Rona

- 1943: Namensänderung von Salux → Salouf

- 1943: Namensänderung von Stürvis → Stierva

- 1943: Namensänderung von Tinzen → Tinizun

- 1943: Namensänderung von Obervaz → Vaz/Obervaz

- 1944: Namensänderung von Tinizun → Tinizong

- 1979: Fusion Parsonz und Riom → Riom-Parsonz

- 1996: Namensänderung von Brienz (GR) → Brienz/Brinzauls

- 1998: Fusion Rona und Tinizong → Tinizong-Rona

- 2009: Wiesen fusioniert mit Davos und wechselt somit in den Bezirk Prättigau-Davos

- 2015: Fusion Alvaneu, Alvaschein, Brienz/Brinzauls, Mon, Stierva, Surava und Tiefencastel → Albula/Alvra

- 2016: Fusion: Bivio, Cunter, Marmorera, Mulegns, Riom-Parsonz, Salouf, Savognin, Sur und Tinizong-Rona → Surses

- 2017: Bezirkswechsel: Mutten wechselt in die Region Viamala